# Allodessus
Allodessus is een geslacht van kevers uit de familie  waterroofkevers (Dytiscidae).
Het geslacht is voor het eerst wetenschappelijk beschreven in 1953 door Guignot.

## Soorten
Het geslacht omvat de volgende soorten:
- Allodessus bistrigatus (Clark, 1862)
- Allodessus megacephalus (Gschwendtner, 1931)
- Allodessus oliveri (Ordish, 1966)
- Allodessus skottsbergi (Zimmermann, 1924)
- Allodessus thienemanni (Csiki, 1938)